# Razzia van de Vélodrome d'Hiver

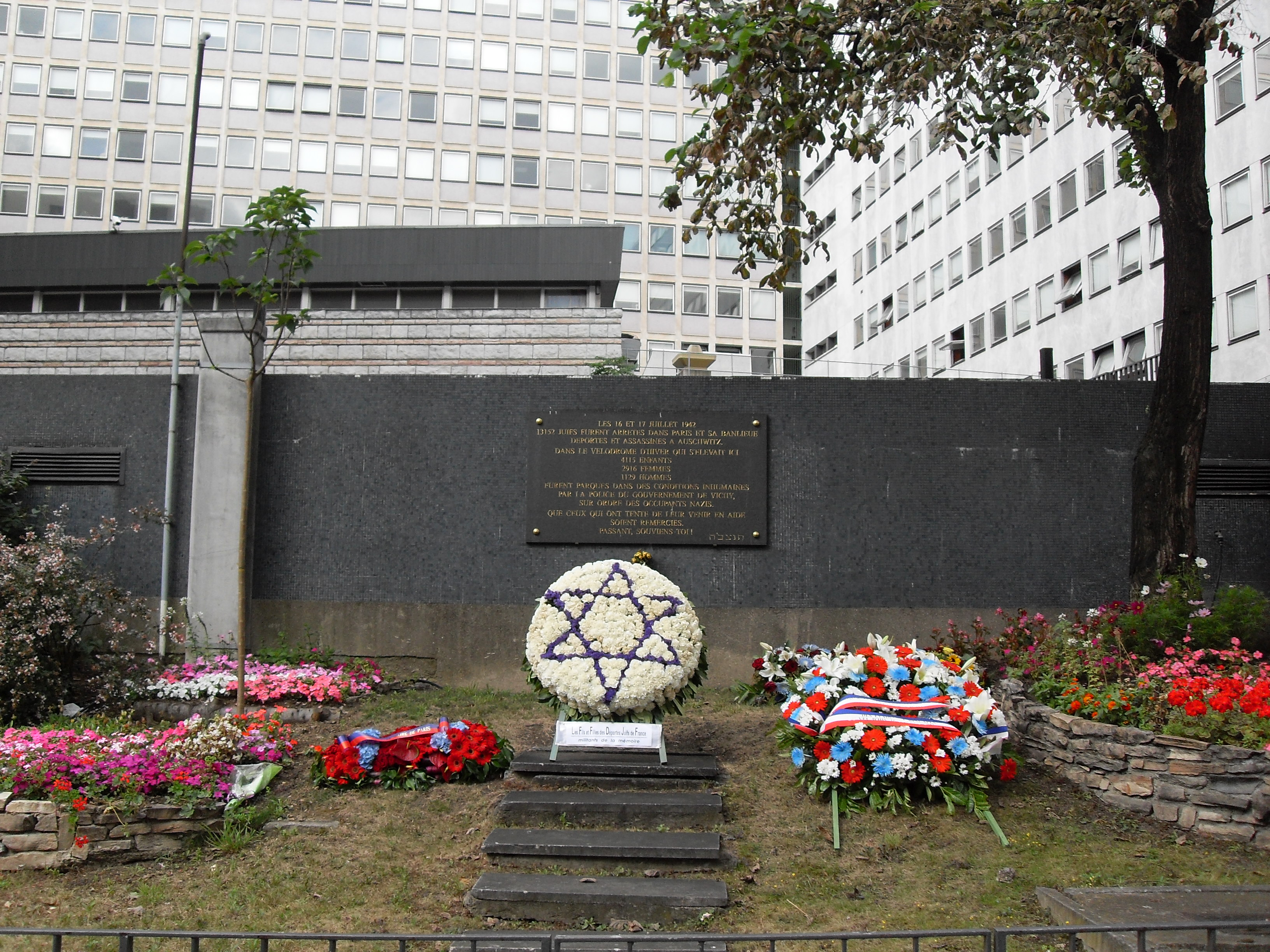
Herdenkingsplaquette Vélodrome d'Hiver

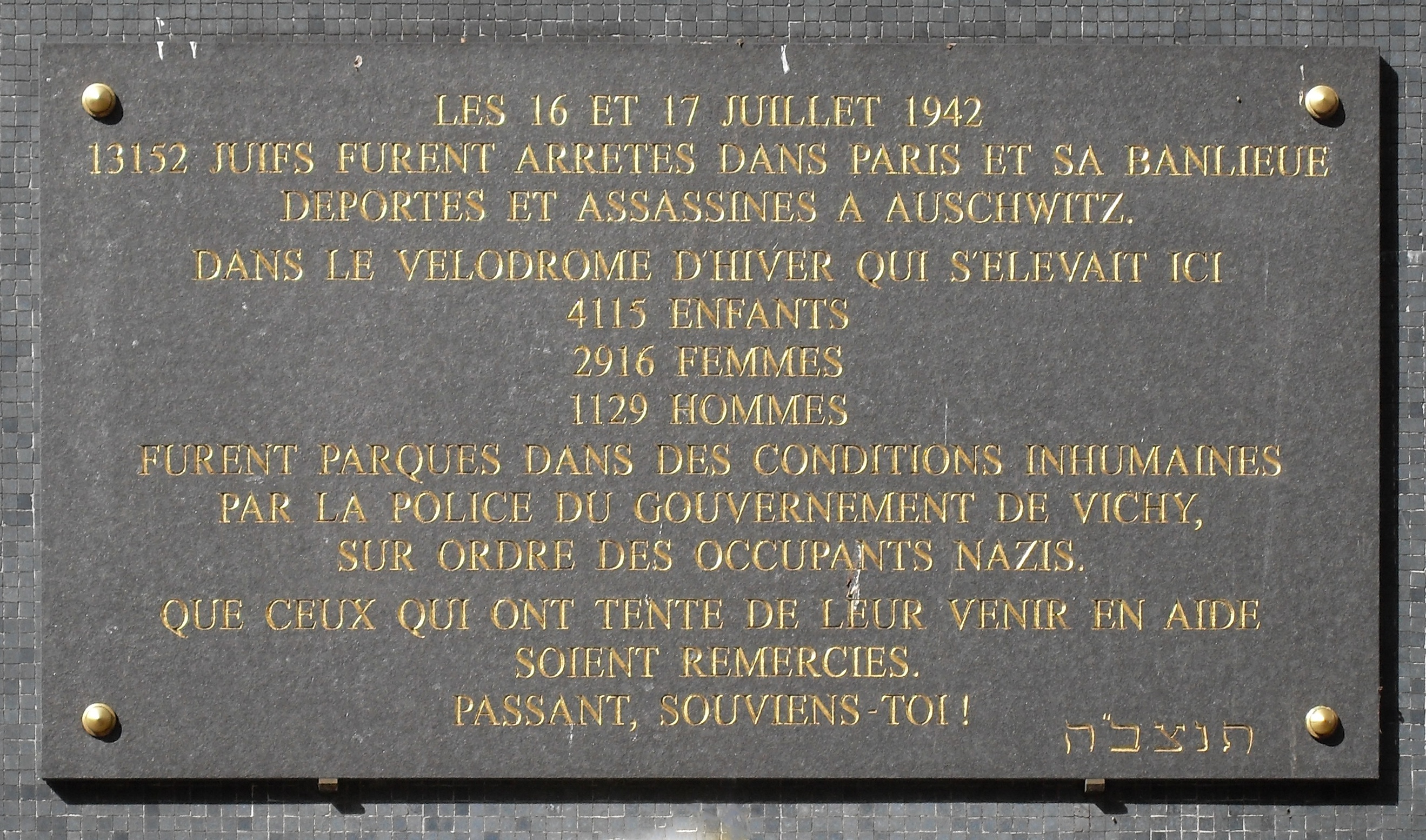
Tekst herdenkingsplaquette

De razzia van de Vélodrome d'Hiver, in het Frans ook bekend als de rafle du Vél d'Hiv, was een grootschalige razzia die plaatsvond op 16 en 17 juli 1942 in en rond Parijs. Gearresteerde Joden werden in opdracht van de Duitse bezetter door de Franse politie overgebracht naar het wielerstadion Vélodrome d'Hiver. De razzia was onderdeel van Opération Vent printanier ("Operatie Lentewind").

## Razzia
In 1941 hadden er al enkele razzia's in Frankrijk plaatsgevonden waarbij voornamelijk Joodse mannen waren opgepakt en afgevoerd naar concentratiekampen. Op 4 juli 1942 maakte de Franse politie in samenwerking met de Gestapo plannen voor een razzia die groter was dan de voorgaande razzia's. De plannen werden uitgewerkt door SS-Obersturmführer Helmut Knochen, hoofd van de Duitse veiligheidspolitie in Frankrijk, SS-Hauptsturmführer Theodor Dannecker, hoofd van Adolf Eichmanns Judenreferat (Joodse afdeling) in Frankrijk, Louis Darquier de Pellepoix, commissaris voor Joodse Zaken onder het Vichy-regime en secretaris-generaal van de Franse nationale politie René Bousquet. Oorspronkelijk zou de razzia plaatsvinden van 13 tot en met 15 juli, maar vanwege de Franse nationale feestdag op 14 juli werd hij verplaatst naar 16 en 17 juli. De razzia concentreerde zich op buitenlandse Joden, met uitzondering van Amerikaanse en Britse Joden. De razzia gebeurde in opdracht van de Duitse bezetter, maar werd volledig uitgevoerd door Fransen.
Tijdens deze razzia werden zo'n dertienduizend buitenlandse Joden opgepakt, onder wie vierduizend kinderen. Zo'n zesduizend personen werden rechtstreeks gedeporteerd naar doorvoerkamp Drancy. De overigen werden met bussen tijdelijk overgebracht naar de Vélodrome d'Hiver.
De gearresteerden verbleven vijf dagen in Vélodrome d'Hiver zonder voedsel, verzorging en sanitaire voorzieningen. Van daaruit  werden zij via de doorgangskampen Drancy, Pithiviers en Beaune-la-Rolande gedeporteerd naar Auschwitz.

## Na de Tweede Wereldoorlog
De voormalige Franse minister president Pierre Laval werd na de Tweede Wereldoorlog veroordeeld voor zijn grote rol in de deportatie van Joden. Hij werd op 15 oktober 1945 geëxecuteerd. Theodor Dannecker werd ter dood veroordeeld, maar pleegde zelfmoord in zijn cel. Helmut Knochen werd door het Franse gerechtshof ter dood veroordeeld, maar deze straf werd later omgezet in een levenslange gevangenisstraf. Hij werd in november 1962 vrijgelaten. René Bousquet werd schuldig bevonden aan zijn daden, maar werd niet veroordeeld omdat hij zich tegen de bezetter had verzet. In 1991 werd hij opnieuw aangeklaagd wegens oorlogsmisdaden, maar in 1993 werd hij voor zijn rechtszaak kon beginnen doodgeschoten.
De Vélodrome d'Hiver werd in mei 1959 afgebroken.

## Erkenning en herdenking
De razzia wordt jaarlijks herdacht.
In 1995 werd de collectieve verantwoordelijkheid van de Fransen bij de razzia erkend door toenmalig president Jacques Chirac: “de criminele dwaasheid van de bezetters werd gesteund door de Fransen, door de Franse staat.” Ook in 2012 werd de schuld erkend door president François Hollande. Hij stelde dat Frankrijk grotendeels schuldig was aan de razzia en deportaties die daarop volgden. In 2017 gaf president Macron tijdens de herdenkingsspeech aan dat het Frankrijk was geweest dat de razzia had georganiseerd en dat geen enkele Duitser direct betrokken was.
De rechtse politica Marine Le Pen ontkende in 2017 dat Frankrijk verantwoordelijk was voor de razzia. Ze stelde dat het Vichy-regime verantwoordelijk was geweest, dat volgens haar niet hetzelfde was als de Franse Republiek. Volgens Le Pen was de Vichy-regering onwettig en lag de werkelijke macht bij generaal de Gaulle.